# Димитър Ефремов
Димитър Василев Ефремов е бивш български футболист, офанзивен полузащитник.
Играл е за Ботев (Криводол) (1969 – 1972), Ботев (Враца) (1972-1975, 1976 – 1985) и Академик (София) (1975 – 1976). Има 275 мача и 57 гола в А група (271 мача с 57 гола за Ботев (Враца) и 4 мача за Академик). Има 2 мача за А националния отбор, 7 мача с 1 гол за Б националния отбор, 1 мач за младежкия национален отбор и 4 мача за юношеския национален отбор. За купата на УЕФА има 4 мача за Академик. Завършва ВИФ „Георги Димитров“. Майстор на спорта от 1983 г. Бивш треньор на Ботев (Враца), Първа атомна и Локомотив (Мездра). Треньор на Агия Напа (Кипър).